# Hontenisse
Hontenisse is een voormalige gemeente in Zeeuws-Vlaanderen in de Nederlandse provincie Zeeland die na een gemeentelijke herindeling op 1 januari 2003 is opgegaan in de gemeente Hulst. Hontenisse had ruim 8000 inwoners; de gemeente had een oppervlakte van 115,78 km² (69 inw./km²).
De gemeente werd gesticht in 1817 en werd in 1970 samengevoegd met de gemeente Vogelwaarde. De naam Hontenisse verwijst naar een uitstekende landtong (nisse) in de Honte, een andere naam voor de Westerschelde, en is afkomstig van een in 1508 verdronken dorp met deze naam. Centrumplaats in de voormalige gemeente was Kloosterzande, waar ook het gemeentehuis stond. Andere kernen waren onder andere Ossenisse, Vogelwaarde, Hengstdijk, Terhole en Lamswaarde. Vissersschepen gelegen in de haven van Walsoorden voeren als lettercode nog steeds HON.

## Geboren
- Petrus II de Foro, van 1418 tot 1442 abt van de Abdij Onze-Lieve-Vrouw Ten Duinen
- Honoré Colsen, (1885-1980), Zeeuws-Vlaams lokaal politicus en activist
- Constant van Waterschoot (1940-2022), PPR-politicus

## Zie ook

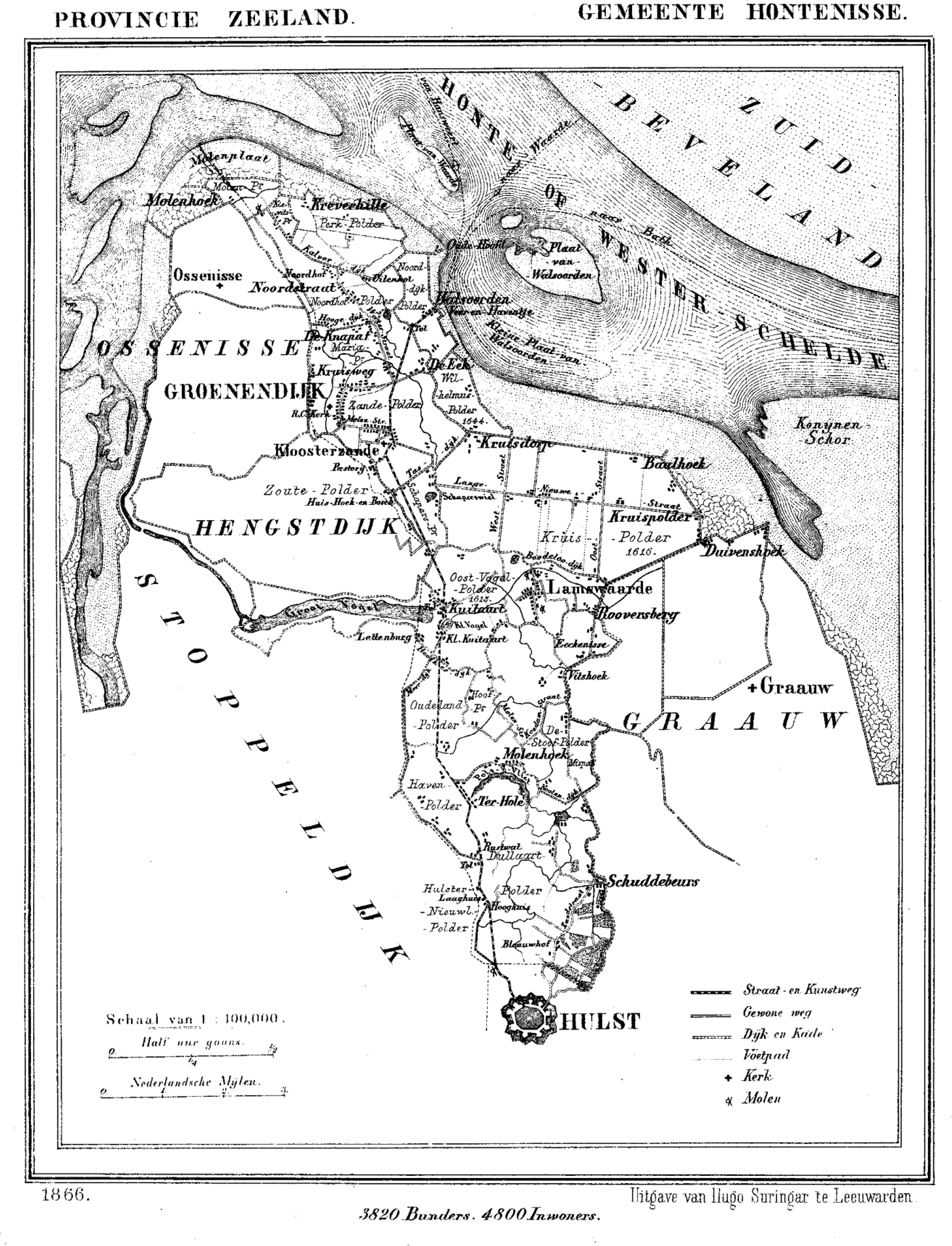
De gemeente Hontenisse in 1866